# Kotayk (tỉnh)
Kotayk hay Kotaik (tiếng Armenia: Կոտայք) Kotayk hoặc Kotaik (tiếng Armenia: Կոտայք) tỉnh Marz của Armenia. Tỉnh nằm ở trung tâm của đất nước. Tỉnh lỵ là Hrazdan. Nó được biết đến với bia nổi tiếng thế giới cùng tên.
Tỉh cũng là nơi rất thường xuyên du lịch các điểm đến Garni và Geghard và thể thao mùa đông phổ biến khu nghỉ mát Tsakhkadzor, nơi nhà sinh lý Armenia Liên Xô Leon Orbeli được sinh ra.
Phía tây nam, giữa biên giới của nó với Ararat và Aragatsotn, Kotayk cũng chung đường biên giới với Yerevan.
Tỉnh Kotayk làMarz duy nhất không biên giới bất kỳ nước ngoài. Nó giáp các tỉnh sau:
- Tỉnh Lori - bắc
- Tỉnh Tavush - đông bắc
- Tỉnh Gegharkunik - đông
- Tỉnh Ararat - Nam
- Tỉnh Aragatsotn - tây

## Các cộng đồng
Tỉnh Kotayk bao gồm 67 cộng đồng sau đây (hamaynkner), trong đó 7 (in đậm trong bảng) được xem là thành thị và 60 đơn vị là nông thôn. Phân chia này theo raion, đơn vị hành chính của Armenia trước 1995.
| Hrazdan | Abovyan | Yeghvard | Charentsavan                                                       |
| --- | --- | --- | ------------------------------------------------------------------ |
| 1. Aghavnadzor 2. Artavaz 3. Hankavan 4. Hrazdan 5. Jrarat 6. Kaghsi 7. Lernanist 8. Marmarik 9. Meghradzor 10. Solak 11. Tsaghkadzor | 1. Abovyan 2. Akunk 3. Aramus 4. Arinj 5. Arzni 6. Balahovit 7. Byureghavan 8. Dzoraghbyur 9. Garni 10. Geghadir 11. Geghard 12. Geghashen 13. Getargel 14. Goght 15. Hatis 16. Hatsavan 17. Jraber 18. Jrvezh 19. Kamaris 20. Kaputan 21. Katnaghbyur 22. Kotayk 23. Mayakovski 24. Nor Gyugh 25. Nurnus 26. Ptghni 27. Sevaberd 28. Verin Ptghni 29. Voghjaberd 30. Zar 31. Zovashen 32. Zovk | 1. Aragyugh 2. Argel 3. Buzhakan 4. Getamej 5. Kanakeravan 6. Karashamb 7. Kasakh 8. Mrgashen 9. Nor Artamet 10. Nor Geghi 11. Nor Hachn 12. Nor Yerznka 13. Proshyan 14. Saralanj 15. Teghenik 16. Yeghvard 17. Zoravan 18. Zovuni | 1. Alapars 2. Arzakan 3. Bjni 4. Charentsavan 5. Fantan 6. Karenis |